# マラカイ・ブラック
アレイスター・ブラック（Aleister Black）、1985年5月19日 - ）は、オランダの男性プロレスラー。北ホラント州アルクマール出身。WWE所属。
AEWでのリングネームはマラカイ・ブラック（Malakai Black）。本名はトム・バッジェン（Tom Budgen）。

## 来歴
2002年からイギリスやヨーロッパのインディー団体などでトミー・エンド（Tommy End）のリングネームで活動。ICW、PW、wXw、TW、RevProなどの団体に出場。
2013年、大日本プロレスに出場。1月2日後楽園大会で第38代王者のヤンキー二丁拳銃組にマイケル・ダンテと組んで挑戦している。

### WWE

#### NXT
2016年6月にアメリカのメジャー団体であるWWEと契約を交わし入団。11月11日にリンセ・ドラドを相手にデビュー戦を勝利で飾る。
2017年1月7日、リングネームをアレイスター・ブラック（Aleister Black）に変更。1月15日、WWE UKチャンピオンシップトーナメントにて、トミー・エンド名義でネヴィルと対戦した。3月8日、NXTにてプロモーションを展開。4月1日、NXT TakeOver：Orlandoでアンドラーデ "シエン" アルマスを相手にデビュー。8月2日、カイル・オライリー戦前にヒデオ・イタミがマイクを取りリスペクトを要求しはじめる。そこへブラックが入場してヒデオと睨み合う。奇襲をかけようとしたヒデオにブラック・マスを決めて抗争を開始。8月13日、NXT TakeOver : BrooklynⅢでヒデオと決着戦。ヒデオのGTSを逃れ、殴りかかってきたヒデオを避けてブラック・マスを打ち込み勝利を飾る。9月20日、ベルベティーン・ドリームがブラックを付け回し始める。そしてブラックに「ベルベティーン・ドリーム」と名前を言わせるために抗争を開始。11月18日、NXT TakeOver：WarGamesにてベルベティーン・ドリームと対戦してブラックが勝利。試合後にマイクを取り出しドリームに向かい "Enjoy infamy... Velveteen Dream" と彼の名前を言い去った。
2018年4月7日、NXT Takeover: New OrleansにてNXT王座を保持するアンドラーデ "シエン" アルマスに挑戦。終盤にハンマーロックDDTを喰らいカウント2で返すが、コーナーポスト上よりアンドラーデのマネージャーであるゼリーナ・ベガにダイビング・ボディ・プレスを仕掛けられるが、これを避けてゼリーナを受け止めたアンドラーデにブラック・マスを決めて勝利。ベルトを奪取した。
2019年4月、メインロースターに昇格。共に昇格したリコシェと共に行動し、当時のRAWタッグ王者であったザ・リバイバルに勝利するなど活躍。
2020年、エリミネーションチェンバーにてAJスタイルズとノーDQ形式で対戦。終盤、ジ・アンダーテイカーが登場し、AJにチョークスラムを決め、そこにブラックマスを叩き込んで勝利。その後、レイ・ミステリオと共に行動、セス・ロリンズ、マーフィーと抗争。師匠のミステリオ同様、自身も目を攻撃され、この頃から右目にのみカラーコンタクト、メイクを施すようになった。10月13日のRAWでケビン・オーエンズとノーDQ形式で対戦。敗戦した。これ以降番組出演が急激に減少する。

### AEW
2021年7月7日、AEWダイナマイトにてアーン・アンダーソン、コーディ・ローデスを襲撃。衝撃のAEWデビューを果たし、AEW入団を発表した。リングネームはマラカイ・ブラックとなった。

### WWE復帰

#### SMACK DOWN
2025年4月25日（日本時間26日）に行われたSMACK DOWNでザ・ミズを蹴飛ばし、WWE復帰。

## 得意技

### フィニッシュ・ホールド
ブラック・マス
バックスピンキック。
ダーク･リチュアル（変形ドラゴン・スリーパー・ホールド）
座っている状態の相手の背後又は、真横から相手の頭部を右脇下に抱え込み、自らの背中で両腕をクラッチして相手の首を絞め上げる変型のドラゴン・スリーパー・ホールド。技名は英語で「暗黒の儀式」の意。インディー時代から愛用するこだわりの関節技フィニッシャー。
シャイニング・ウィザード
ブラック・デス
変型卍固め。
トミー・エンド時代はアンチ・クロスの技名で使用。
ブラッド・ムーンストンプ

### 打撃技
エルボー
ローリング・バック・エルボー
各種蹴り技
ローキック、ミドルキック、ハイキック、ローリング・ソバット
ビッグ・ブーツ
ニーリフト
ジャンピング・ニー・ストライク
バイシクル・ニー
助走をつけて二段蹴りのモーションで軽く宙に舞上がり、振り上げた右膝で相手の顔面や顎、胸板をに下から突き上げるような膝蹴りを叩き込む。

### 投げ技
ジャーマン・スープレックスホールド
ブレーンバスター

### 飛び技
ダイビング・ダブル・ニースタンプ
ダブル・フットスタンプ
ラ・ケブラーダ
手を使わないスプリングボード式のムーンサルト。

## タイトル歴
WWE
- NXT王座 : 1回

wXw
- wXw統一世界王座 : 1回
- wXwライト級王座 : 2回
- wXw世界タッグチーム王座 : 2回

w / マイケル・ダンテ

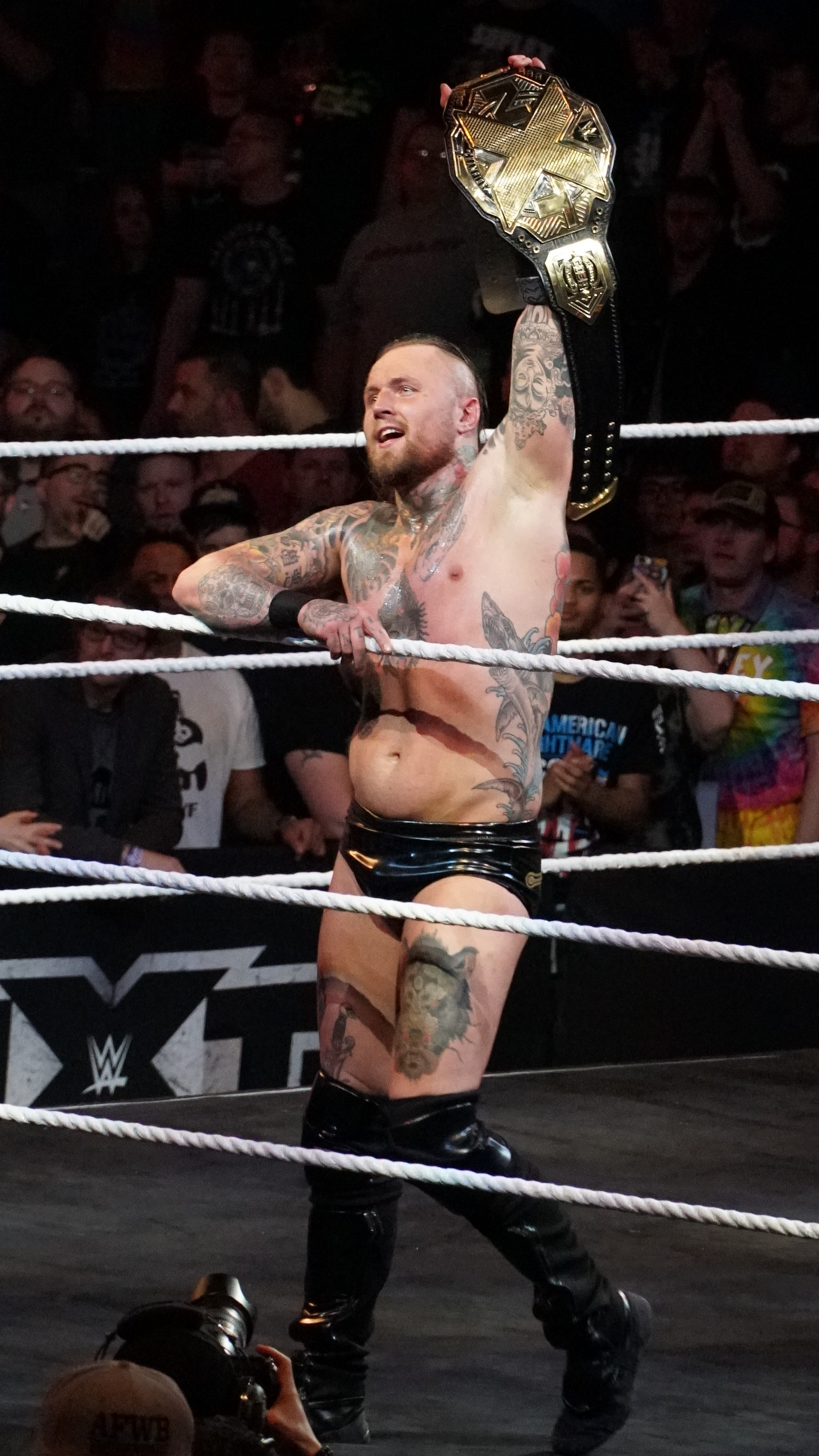
NXT王座

- 16 カラット・ゴールド・トーナメント優勝 : 2回（2013年、2015年）

ICW
- ICWタッグチーム王座 : 1回

w / マイケル・ダンテ
Progress Wrestling
- プログレスタッグチーム王座 : 1回

w / マイケル・ダンテ
SWE
- SWEタッグチーム王座 : 1回

w / マイケル・ダンテ
PWS
- PWSヘビー級王座 : 1回

ICWA
- ICWAヘビー級王座 : 1回
- ICWA世界ジュニアヘビー級王座 : 1回
- ICWAヨーロッパタッグチーム王座＆NWAヨーロッパタッグチーム王座 : 1回

w / マイケル・ダンテ
CWN
- CWN Mittelgewichtsmeisterschaft Championship : 1回

FWG
- FWG ライト級王座 : 1回

FCP
- FCP王座 : 1回

FCW（Freestyle Championship Wrestling）
- FCWドイツライト級王座 : 1回

PWH
- PWHタッグチーム王座 : 1回

w / マイケル・ダンテ

## 入場曲
- "Zombie Autopilot" by Unearth
- "New World Disorder" by Biohazard
- "Frank Zito" by Necro
- "Heavy Eyes" by Brutality Will Prevail
- "Pleased to Meet You" by Trapped Under Ice
- "Monolith" by Wraiths
- "Deathbed" by Agoraphobic Nosebleed
- "Evil Terminators" by Valeriy Antonyuk（UKトーナメントでネヴィルと対戦時の曲）
- "Root of All Evil" by CFO$ featuring Incendiary
- "Ogentroost" - 現在使用中